# Arnoglossus debilis
Arnoglossus debilis es una especie de pez de la familia Bothidae en el orden de los Pleuronectiformes.

## Morfología
• Pueden llegar alcanzar los 17 cm de longitud total.

## Distribución geográfica
Se encuentra en las  costas de las Islas Hawái y al sur de Lombok (Indonesia ).